# Klenovac
 Ovo je glavno značenje pojma Klenovac. Za druga značenja pogledajte Klenovac (razdvojba).
Klenovac je naselje u Republici Hrvatskoj, u sastavu Općine Perušić, Ličko-senjska županija. 

## Stanovništvo
Prema popisu stanovništva iz 2001. godine, naselje je imalo 46 stanovnika te 22 obiteljskih kućanstava.
| broj stanovnika | 264   | 300   | 280   | 280   | 307   | 358   | 371   | 287   | 84    | 187   | 177   | 151   | 116   | 97    | 46    | 32    | 30    |
|                 | 1857. | 1869. | 1880. | 1890. | 1900. | 1910. | 1921. | 1931. | 1948. | 1953. | 1961. | 1971. | 1981. | 1991. | 2001. | 2011. | 2021. |